# Ернест Блох
Ернест Блох (нім. Ernest Bloch; 24 липня 1880, Женева — 15 липня 1959, Портленд, США) — швейцарсько-американський композитор єврейського походження.

## Біографія
З дев'ятирічного віку грав на скрипці, пізніше навчався як скрипаль у Брюссельської консерваторії у Ежена Ізаї, а також у Франца Шерга. Потім у 1900—1901 роках вивчав композицію у франкфуртській Консерваторії Хоха у Івана Кнорра і Людвіга Тюйє. Жив у Парижі, потім у Женеві, в 1916 році виїхав у Сполучені Штати Америки. З 1924 року громадянин США. У 1920 році став першим керівником новоствореного Клівлендського інституту музики і керував ним до 1925 року, потім до 1930 року очолював Консерваторію Сан-Франциско; викладав також в інших музичних навчальних закладах. Серед учнів Блоха, зокрема, Джордж Антейл, Фредерік Джейкобі, Бернард Роджерс, Роджер Сешенс.

## Творчість
Серед ранніх творів Блоха найбільшу увагу привернула опера «Макбет» (1904—1906), вперше поставлена в 1910 році й не здобула особливого успіху у публіки, але мала захопленого відгуку Ромена Роллана. Музика Блоха в цей час позначена впливом Ріхарда Штрауса та імпресіонізму в особі, насамперед, Дебюссі. Другий етап творчості Блоха — починаючи з «Трьох єврейських віршів» (фр. Trois Poèmes Juifs; 1913), симфонії «Ізраїль» (1916) і особливо Єврейської рапсодії «Шеломо» (власне, «Соломон») для віолончелі з оркестром (1916) — характеризується, насамперед, зверненням до єврейської теми і, у зв'язку з цим, почасти до єврейського фольклорного музичного матеріалу.
Численні твори Блоха пов'язані з єврейською тематикою. Такими є Три єврейські поеми для оркестру (Trois poèmes juifs, 1913); симфонія № 2 «Ізраїль» (Israel, 1917); «Шломо», єврейська рапсодія для віолончелі з оркестром (Schelomo: a Hebrew rhapsody, 1915—1916); Баал Шем, три картини з життя хасидів для скрипки з оркестром (Baal Schem, 1923); Псалми (Psalms, 1912—1914); Єврейська сюїта для скрипки і фортепіано (Suite Hèbraique, 1923); Глас волаючого в пустелі, симфонічна поема з солюючою віолончеллю (Voice in the Wilderness, 1937); нарешті, один з найбільш відомих творів Блоха — синагогальна служба Аводат Хакодеш для змішаного хору і оркестру (Avodath Hakodesh, 1934).
Численні твори Блоха не пов'язані з єврейською тематикою. В 1903 році він написав оперу «Макбет» за Шекспіром (лібрето Е. Флега). Вона була поставлена 15 разів у паризькій 'Опера комік' в 1910 і відновлена в Неаполі в 1938. Популярність Блоха в Європі і США швидко зростала завдяки його симфонічним творам. Так, композитор написав симфонію з хором «Америка» (America, 1917): присвячену пам'яті Авраама Лінкольна та Волта Вітмена. Країну, де він народився, Швейцарію, Блох вшанував в симфонічній поемі Гельвеція (Helvetia, 1929). Важливими подіями у творчому житті композитора стали і його ранні симфонічні твори, наприклад, «Жити і любити» (Vivre et aimer, 1900) і «Зима — весна» (Hiver — printemps, 1905), а також більш пізні — Симфонічна сюїта (Suite symphonique, 1945), оркестрова сюїта «Поеми моря» (Poems of the Sea, 1923) і особливо два часто виконуваних concerti grossi (1925 і 1953), в яких риси докласичних інструментальних жанрів поєднуються з сучасною мовою композитора.
Крім того, можна згадати дві скрипкові сонати, Містичну поему (Poème mystique) для скрипки і фортепіано, фортепіанний концерт, скрипковий концерт і кілька струнних квартетів. Друга опера Блоха — Єзавель (Jezabel) залишилася незавершеною.
У пізнішій творчості — особливо у Concerto grosso № 2 (1952) — Блох віддав данину і захопленню неокласицизмом, хоча пізньоромантична основа його творів залишалася незмінною.
З трьох дітей Блоха старша дочка, Сюзанна, стала музикантом і музичним педагогом, а молодша, Люсьенна — відомим фотографом.